# Andorra
För andra betydelser, se Andorra (olika betydelser).
Andorra (katalanska: Andorra), formellt Furstendömet Andorra (katalanska: Principat d'Andorra), är ett litet furstendöme i Pyrenéerna i sydvästra Europa, en inlandsstat på gränsen mellan Frankrike och Spanien. Huvudstad är Andorra la Vella. Andorra är en av Europas mikrostater.
Furstendömet kan spåra sin historia tillbaka till Spanska Mark (Marca Hispanica), den region som Karl den store skapade som buffert mellan det då moriska Spanien och hans kristna Frankrike. Andorra gavs i början av 800-talet till biskopen av Urgell i Spanien, som efter lokala tvister fick dela överhögheten med den franske greven av Foix från slutet av 1200-talet. Via flera turer har den senares rättigheter sedan hamnat hos den franske presidenten som idag delar "fursterollen" med biskopen av Urgell.
Genom sitt relativt isolerade läge och ringa storlek har Andorra stått utanför mycket av de historiska och politiska skeenden som ägt rum i resten av Europa, inklusive de två världskrigen, även om landet varit ockuperat eller annekterat av antingen Frankrike eller Spanien under kortare perioder. Landet var närmast feodalt långt in på 1900-talet, utan politiska partier eller konstitution och med all makt hos de två furstarna. År 1993 hölls dock den första folkomröstningen som ledde fram till en modern demokrati, med konstitution, parlament och politiska partier. Som mikrostat saknar Andorra vissa statsinstitutioner som försvarsmakt och egen valuta, men upprätthåller en egen utrikespolitik och landet är medlem i både Förenta nationerna och Europarådet.
Andorra är en av de stater i världen som har högst medellivslängd. Enligt beräkningar från 2017 i CIA:s World Fact Book är den förväntade livslängden 82,9 år.

## Historia
Efter slaget vid Poitiers år 732 kunde frankerna gå söderut, varvid de under Karl den store efter år 795 erövrade territorium mellan floden Ebro och Barcelona, Spanska Mark. Efter 865 delades området upp i flera grevskap.
Enligt traditionen erhöll biskopen av Urgell Andorra av den frankiske kungen Ludvig den fromme år 819. År 1278 fick biskopen dela området med greven av Foix på Pyrenéernas norra sida; de representerades lokalt av ställföreträdare (veguers – se vegueria). Titeln greve av Foix övergick 1479 till kungen av Navarra, och då kungen av Navarra blev kung av Frankrike år 1598 övergick titeln till den franska kronan. År 1607 övergick grevens rättigheter på feodalmaner till den franske kungen (då Henrik IV av Frankrike), vilken sedan 1870 motsvaras av Frankrikes president.
År 1933 hölls det första allmänna parlamentsvalet, öppen för män över 25 års ålder. 1982 fick generalrådet (Consell general de las valls d’Andorra – det lokala parlamentet) rätt att utse regering och regeringschef.
Under 1980-talet började reformer i det ålderstigna statsskicket diskuteras alltmer. Våren 1993 genomfördes en folkomröstning, som med stor majoritet ledde till införandet av landets första grundlag; därmed förvandlades Andorra juridiskt från ett protektorat till en suverän stat. Frankrikes president och biskopen av Urgell har numera knappt mer än symbolisk betydelse, och den traditionella skatten quèstia (införd 1278 och ännu inte avskaffad) från Andorra till de båda statsöverhuvudena motsvaras idag av en symbolisk avgift.
1993 infördes allmän rösträtt till 28-mannaparlamentet (Consell General), rätt till att bilda politiska partier och fackföreningar, och regeringen fick för första gången rätt att beskatta landets invånare. Andorra blev samma år medlem av FN, året efter medlem av Europarådet. Parlamentsval genomfördes i december samma år, och det nyvalda parlamentet utsåg därefter landets regering.
Sedan dess är Andorra ett "konstitutionellt samfurstendöme", där de båda furstarna har mycket begränsad formell makt.

## Geografi

### Topografi och hydrografi

Topografisk karta över Andorra.

Andorra ligger i östra Pyrenéerna, och består därför främst av ojämn bergsterräng, och landet har en medelhöjd över havet på 1 996 meter. Högsta punkten är Coma Pedrosa på 2 946 meters höjd. Den bergiga terrängen genomskärs av tre smala dalar, som i Y-form kombineras i La Valira, som vid Andorras lägsta punkt, 870 meter över havet, fortsätter in i Spanien. 
Med en yta på 468 km² är det ett av världens minsta länder. Andorras lägsta punkt på 870 meter över havet är även den högst belägna lägsta punkten för ett land i Europa, och den tredje högsta i världen.

### Klimat
Andorra har ett tempererat klimat, snarlikt det i landets grannar, men landets högre altitud gör att snö är något vanligare under vintern och att somrarna är något kyligare.

## Styre och politik

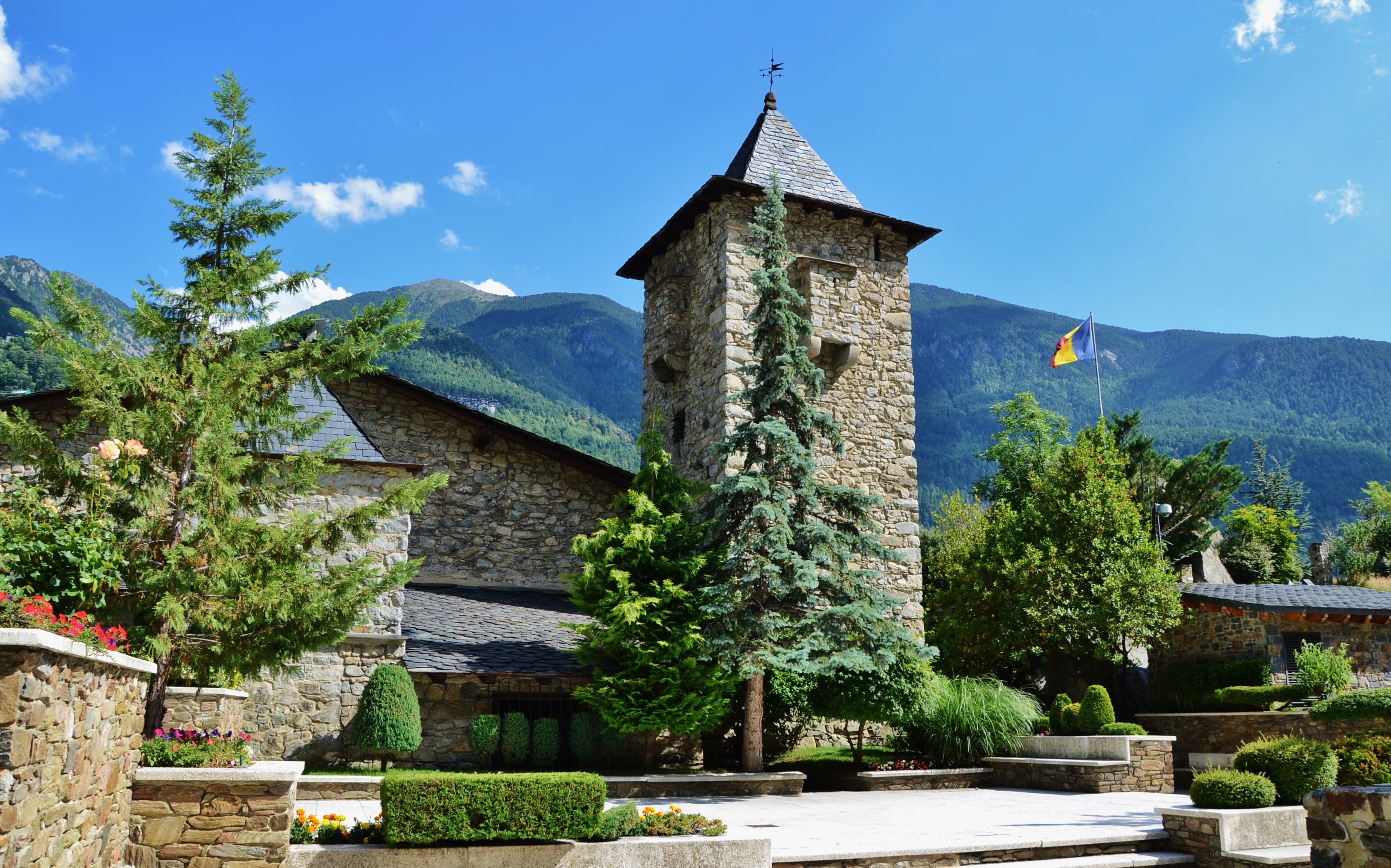
Casa de la Vall, den historiska parlamentsbyggnaden i Andorra la Vella.

### Författning och styre
Andorra är ett parlamentariskt samfurstendöme. Statschefsämbetet tillkommer den spanske medfursten, Biskopen av Urgell, och den franske medfursten, Frankrikes president, som övertagit medfursteskapet efter kungen av Frankrike som greve av Foix. Regeringsmakten utövas av en parlamentariskt vald regeringschef (Cap de Govern) med sina ministrar. 
Den lagstiftande och finansiella makten utövas av Andorras parlament, Consell General. 

### Administrativ indelning
Andorras administrativa indelning består av sju parròquies. Det katalanska ordet parròquia (här: administrativ enhet) används annars oftast som en kyrklig indelning motsvarande socken eller församling. Se även parish, administrativ enhet i bland annat Louisiana.

### Politik
Idag (2019) är Xavier Espot Zamora från Andorras demokratiska parti regeringschef.
| Parti                                                                | Valresultat 2011 | Valresultat 2011 |
| Parti                                                                | %                | Ledamöter        |
| -------------------------------------------------------------------- | ---------------- | ---------------- |
| Demòcrates per Andorra (Andorras demokratiska parti)                 | 55,1             | 20               |
| Partit Socialdemòcrata d'Andorra (Andorras socialdemokratiska parti) | 34,8             | 6                |
| Unió Laurediana (Lauredianska unionen)                               | 10,0             | 2                |

## Ekonomi och infrastruktur
Andorra har en blygsam ekonomi där 80 procent av landets BNP kommer från turism, men har trots det en BNP per invånare som är högre än flera andra europeiska länder som Frankrike och Spanien (år 2007). Andorras konkurrensfördelar har på senare år urholkats, eftersom Frankrikes och Spaniens ekonomier har öppnats och erbjuder ett större urval av varor och har minskat sina tullar.
Banksektorn, som har karaktären av skatteparadis, bidrar också till ekonomin. I landet tillverkas cigaretter, cigarrer och möbler. Andorra saknar egen valuta och använde tidigare både spanska pesetas och franska franc, men har numera euro som valuta. Landet tillverkar sedan 2015 egna andorranska euromynt. 

### Näringsliv

#### Jordbruk
Jordbruksproduktionen är begränsad. Enbart 2 procent av landet är odlingsbart, och det mesta av maten måste importeras. I landet förekommer även fåruppfödning

#### Energi och råvaror
Andorras naturresurser är vattenkraft, mineralvatten, timmer, järnmalm och bly.

#### Turism

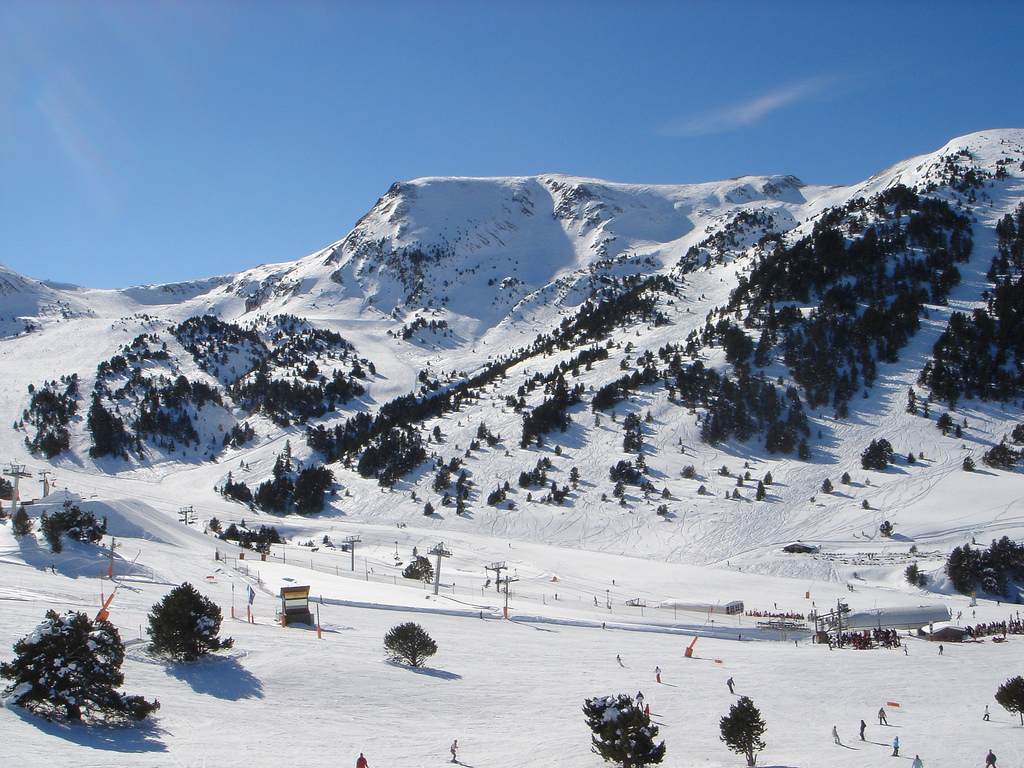
Vy över Soldeu, en av flera skidorter i landet.

Ungefär nio miljoner turister besöker varje år landet, attraherade av bland annat landets skattefria status och dess anläggningar för både sommar- och vinterturism. 

### Handel
Andorra är inte medlem i Europeiska unionen, men åtnjuter genom avtal ett speciellt förhållande gentemot EU. Exempelvis har landet samma förmåner som EU-medlemmar vad gäller varuhandel (inga tullar utom för jordbruksprodukter). 

### Infrastruktur

#### Transporter
Andorra har ingen järnväg och ingen flygplats. Det finns en flygplats som heter Aeroport Andorra – la Seu d'Urgell, den ligger dock inte i Andorra utan 12 km utanför, i Spanien. Aeroport Andorra har begränsad trafik och vanligen används istället flygplatser i Barcelona eller Toulouse när man ska till/från Andorra. Vägarna är relativt krokiga i bergen och resa med bil eller buss från dessa flygplatser tar 2-3 timmar. Närmsta järnvägsstation är l'Hospitalet-près-l'Andorre som trafikeras av franska SNCF med nattåg från Paris; det finns dock ingen kollektivtrafik mellan järnvägsstationen och Andorra - avståndet är ett par mil. 

## Befolkning

### Demografi
Andorraner utgör en minoritet i sitt eget land, och enbart 30,1 procent av invånarna hade 2008 andorranskt medborgarskap. Den största gruppen utomandorraner är spanjorer, som 2008 utgjorde 36,7 procent av befolkningen. Även portugiser (17,5 procent) och fransmän (6,9 procent) utgör stora minoriteter i landet. Mellan 1995 och 2008 ökade dock andelen andorranska medborgare markant, från 23,5 procent, samtidigt som andelen spanska medborgare minskade från 50,5 procent. Parallellt ökade andelen portugisiska medborgare, från 11,4 procent.

### Språk
Det enda officiella språket är katalanska. Språket talas även i den angränsande spanska autonoma regionen Katalonien med vilken Andorra delar många andra kulturella drag. Även om katalanska är enda officiella språket talas dessutom franska, occitanska, portugisiska och spanska i landet. Vid 2009 års folkräkning angav 39,7 procent av de svarande att spanska var deras eget språk, medan katalanska angavs i 38,1 procent av fallen. Stora invandrargrupper från både Portugal och Frankrike innebar att dess språk då stod för 14,6 respektive 8,5 procent av de svarandes val. Mellan undersökningarna 1995 och 2009 ersatte även spanska katalanska som vanligaste samtalsspråk, även om skillnaden är liten och flerspråkigheten samtidigt har ökat.
En statlig undersökning från 2015 meddelade dock att andelen talare av de olika språken i landet förändrats ytterligare. Enligt de nya data hade katalanskan ökat sin andel som samtalsspråk till drygt 55 procent, medan spanskan minskat till drygt 37 procent, med övriga språk på enstaka procentenheter. En betydande del spanska, portugisiska och franska modersmålstalare använde då katalanska som huvudsakligt samtalspråk.
| 2015                                                                   | Modersmål | Samtalsspråk |
| ---------------------------------------------------------------------- | --------- | ------------ |
| Katalanska                                                             | 39,5%     | 55,2%        |
| Spanska                                                                | 43,8%     | 37,1%        |
| Portugisiska                                                           | 18,6%     | 3,8%         |
| Franska                                                                | 9,7%      | 2,2%         |
| Övriga                                                                 | 9%        | 1,5–10%      |
| Källa: Coneixements i usos lingüístics de la població d'Andorra (2015) |           |              |

Befolkningen i Andorra har hög medellivslängd. Den sammanvägda genomsnittliga åldern för män och kvinnor vid dödsfallet är 83,51 år (Sverige 80,51 år). Även medelåldern är mycket hög, 58 år (Sverige 50 år). Det är populärt för pensionärer att flytta till Andorra. Många unga flyttar ur landet för att gå universitetsutbildning.

### Religion
Romersk katolicism är den största religionen. Dess ställning regleras i artikel 11 i Andorras konstitution, där det stadgas att kyrkan är fri att utöva sin verksamhet, och att dess traditionsvunna samverkan med staten erkänns. Även romersk-katolska kyrkans lagar erkänns i konstitutionen.

## Internationella rankningar
| Organisation                                | Undersökning                   | Rankning  |
| ------------------------------------------- | ------------------------------ | --------- |
| Heritage Foundation/The Wall Street Journal | Index of Economic Freedom 2019 | N/A       |
| Reportrar utan gränser                      | Pressfrihetsindex 2019         | 37 av 180 |
| Transparency International                  | Korruptionsindex 2018          | N/A       |
| FN:s utvecklingsprogram                     | Development Index 2018         | 36 av 189 |